# سایمون آرمسترانگ
سایمون آرمسترانگ (انگلیسی: Simon Armstrong) بازیگر اهل بریتانیا است.
از فیلم‌ها یا برنامه‌های تلویزیونی که وی در آن نقش داشته‌است می‌توان به نخبگان قاتل، ایزدان کهن و نو،خیابان کورونیشن و لبه عشق اشاره کرد.